# Gabríela Friðriksdóttir
Gabríela Kristin Friðriksdóttir (* 1971 in Reykjavík, Island) ist eine isländische Künstlerin und Bildhauerin.

## Leben
Gabríela ist seit dem 13. Juni 1993 mit dem isländischen Künstler Daníel Ágúst Haraldsson verheiratet. Das Paar hat eine Tochter, Daniela, die 1989 geboren wurde.
Neben ihrer Tätigkeit als bildende Künstlerin arbeitet sie mit ihrem Mann zusammen. Die beiden gestalteten die vier Kunstfilme, die 2005 im isländischen Pavillon der 51. Biennale di Venezia gezeigt wurden. Mit Björk gestaltete sie bereits 2002 die Box für die CD-Sammlung Family Tree und 2005 das Video zu Björks Lied Where is the Line aus dem Album Medúlla.

## Ausstellungen (Auswahl)
- 2016: The Inner Life of a Hay Bale, Gallery Gamma, Reykjavík.
- 2011: Crepusculum, Installation und Videoarbeit, Schirn Kunsthalle, Frankfurt am Main;[1] danach 2013: Biennale de Lyon, Lyon.
- 2007: Ouroboros, Videoarbeit, Galerie Spielhaus Morrison, Berlin.
- 2006: Inside the Core, Migros Museum für Gegenwartskunst, Zürich.
- 2006: Endless Light, Osram Art Projects, München.
- 2005: Versations Tetralogia, Installation, Biennale di Venezia, Venedig.

## Weitere Filme
- mit Daníel Ágúst Haraldsson: Inside the Core, 2006
- mit Daníel Ágúst Haraldsson: Ouruboros, 2007